# Reconquista-Avellaneda
Reconquista - Avellaneda es una aglomeración urbana que se extiende entre las ciudades argentinas de Reconquista y Avellaneda dentro del departamento General Obligado, provincia de Santa Fe en las coordenadas 29°09′00″S 59°39′00″O / -29.15000, -59.65000.

## Población
Considerado como una aglomeración urbana por el INDEC a partir del censo 1991, cuenta según los resultados del censo 2010 con 93.890 habitantes, lo que representa un incremento poblacional del 13,27%.
En el anterior censo contaba con 82.892 habitantes.
Es la tercera aglorameración más poblada de la provincia de Santa Fe, después del Gran Rosario y el Gran Santa Fe y la n.º 37 a nivel nacional.
| Componente  | Departamento     | Censo 2010 | Censo 2001 | Censo 1991 |
| ----------- | ---------------- | ---------- | ---------- | ---------- |
| Reconquista | General Obligado | 70.549     | 63.490     | 52.371     |
| Avellaneda  | General Obligado | 23.241     | 19.402     | 14.285     |
| Total       |                  | 93.890     | 82.892     | 66.656     |